# Silene densiflora
Silene densiflora är en nejlikväxtart. Silene densiflora ingår i släktet glimmar, och familjen nejlikväxter.

## Underarter
Arten delas in i följande underarter:
- S. d. densiflora
- S. d. sillingeri